# Calceolaria fusca
Calceolaria fusca är en toffelblomsväxtart som beskrevs av Francis Whittier Pennell. Calceolaria fusca ingår i släktet toffelblommor, och familjen toffelblomsväxter. Inga underarter finns listade i Catalogue of Life.